# Euphorbia calamiformis
Euphorbia calamiformis ist eine Pflanzenart aus der Gattung Wolfsmilch (Euphorbia) in der Familie der Wolfsmilchgewächse (Euphorbiaceae).

## Beschreibung
Die sukkulente Euphorbia calamiformis bildet spreizklimmende Sträucher bis 3 Meter Höhe aus. Die reich verzweigten Sträucher haben wenig verholzende Triebe. Diese sind dünn, brechen schnell, stehen rechtwinklig vom Haupttrieb ab und werden bis 15 Zentimeter lang. Die Blattnarben sind verdickt. Die sitzenden und linealisch-lanzettlichen Blätter sind kurzlebig und werden 30 Millimeter lang und 3 Millimeter breit.
Der Blütenstand besteht aus Cymen, die endständig in drei- bis fünfstrahligen Dolden stehen, deren Strahlen bis 3 Zentimeter lang werden. Dabei ist die mittlere Zyme sitzend. Die dreieckigen Tragblätter werden etwa 4,5 Millimeter lang und 3,5 Millimeter breit. Die Cyathien erreichen 5 Millimeter im Durchmesser. Die vier, beim mittleren Cyathium werden fünf ausgebildet, elliptischen Nektardrüsen sind gelb gefärbt und werden 2 Millimeter lang und 3,5 Millimeter breit. Die stumpf gelappte Frucht wird etwa 6 Millimeter groß und ist gleich lang gestielt. Sie enthält den eiförmigen Samen, der etwa 3 Millimeter groß wird. Dieser hat eine runzelige Oberfläche und besitzt ein Anhängsel.

## Verbreitung und Systematik
Euphorbia calamiformis ist im Süden von Äthiopien und Sudan, im Nordosten von Uganda und im Norden von Kenia auf steinigen Hängen mit lockeren Akazien-Wald in Höhenlagen von 400 bis 1875 Meter verbreitet.
Die Erstbeschreibung der Art erfolgte 1985 durch Peter René Oscar Bally und Susan Carter Holmes. Ein Synonym zu dieser Art ist Tirucallia calamiformis (P.R.O.Bally & S.Carter) P.V.Heath (1996).